# Чисти (Владимирская область)
Чисти — деревня в Гусь-Хрустальном районе Владимирской области России, входит в состав Муниципального образования «Посёлок Анопино».

## География
Деревня расположена в 2 км на юго-восток от центра поселения посёлка Анопино и в 9 км на север от Гусь-Хрустального. 

## История
Деревня Чисти устроена Мальцовым в 1858-59 годах из выселенцев Ерлекского и Емельяновского приходов.
В конце XIX — начале XX века деревня входила в состав Моругинской волости Судогодского уезда, с 1926 года — в составе Арсамакинской волости Гусевского уезда. В 1859 году в деревне числилось 4 дворов, в 1905 году — 29 дворов, в 1926 году — 41 дворов. 
С 1929 года деревня входила в состав Вашутинского сельсовета Гусь-Хрустального района, с 1954 года — в составе Арсамакинского сельсовета, с 1971 года — в составе Вашутинского сельсовета, с 2005 года — в составе Муниципального образования «Посёлок Анопино».

## Население
| 1859 | 1905 | 1926 |
| ---- | ---- | ---- |
| 51   | 169  | 218  |

| 1859 | 1905 | 1926 | 2002 | 2010 | 2021 |
| ---- | ---- | ---- | ---- | ---- | ---- |
| 51   | ↗169 | ↗218 | ↘0   | →0   | →0   |